# Dance the Night
"Dance the Night" é uma canção da cantora britânica e albanesa Dua Lipa para Barbie: The Album, trilha sonora do filme Barbie (2023). Atlantic e Warner Records o lançaram como o primeiro single da trilha sonora em 25 de maio de 2023. Seu lançamento foi acompanhado por um videoclipe, que apresenta uma participação especial da diretora de Barbie, Greta Gerwig. A canção alcançou a quarta posição no Reino Unido, tornando-se o 13º single de Dua Lipa entre os dez primeiros no país.

## Composição
"Dance the Night" é uma música disco, que apresenta violoncelo, violino, guitarra e baixo em sua instrumentação. Lipa e Caroline Ailin escreveram com os produtores Andrew Wyatt e Mark Ronson, e os irmãos Picard também contribuíram com a produção. É tocada na tonalidade de Si menor e em um andamento de 110 batidas por minuto, com os vocais de Lipa variando de Sol♯3 a B4. A música incorpora "cordas clássicas e baixo funky". Thania Garcia, da Variety, o descreveu como "um número disco-pop elegante". No refrão, Lipa canta a letra: "Veja-me dançar a noite toda / Meu coração pode estar queimando, mas você não vai ver no meu rosto / Veja-me dançar, dançar a noite toda / Eu ainda mantenho a festa funcionando". Jennifer Zhan da Vulture, compara as lágrimas que escorrem pelo rosto enquanto chora com diamantes.

## Videoclipe
O videoclipe de "Dance the Night" foi lançado juntamente com a música. Ele apresenta uma participação especial da diretora de Barbie, Greta Gerwig, e trechos do filme com Margot Robbie, Issa Rae, Emma Mackey e outros membros do elenco. O vídeo tem um set rosa, e Lipa aprende uma nova coreografia depois de descobrir que uma bola de discoteca encomendada para a filmagem desabou no chão. Ela dança em cima de um enorme salto de Barbie, e as participações especiais ocorrem durante uma festa de discoteca, após a qual Gerwig desocupa sua cadeira de diretora para elogiar a atuação de Lipa e questionar os eventos que levaram à destruição da bola de discoteca.
Os fãs teorizaram que a bola de discoteca quebrada sinalizou o fim da era Future Nostalgia de Lipa; a teoria foi corroborada por Ronson em entrevista ao Vulture. Evan Minsker, da Pitchfork, resumiu o clipe: "Lipa lidera uma trupe de bolas de discoteca dançantes, senta-se ao volante de um conversível Barbie rosa e dança em um palco rosa choque". Possui frascos de perfume em tamanho real, e Larisha Paul, da Rolling Stone, afirmou que é "tanto brilho e glamour quanto escapismo e desconforto".

## Desempenho comercial
"Dance the Night" estreou na posição 20 no UK Singles Chart emitido em 2 de junho de 2023. No gráfico emitido em 28 de julho de 2023, a canção atingiu seu pico de número quatro. Em 10 de junho, "Dance the Night" estreou na posição 43 na Billboard Hot 100 e alcançou a posição 25 na Billboard Hot 100.
| Tabela musical (2023)                             | Melhor posição |
| ------------------------------------------------- | -------------- |
| Alemanha (Offizielle Deutsche Charts)             | 24             |
| Argentina (Monitor Latino)                        | 14             |
| Austrália (ARIA)                                  | 6              |
| Áustria (Ö3 Austria Top 75)                       | 50             |
| Bélgica (Ultratop 50 de Flandres)                 | 4              |
| Bélgica (Ultratop 50 da Valônia)                  | 1              |
| Brasil (Top 100 Brasil)                           | 63             |
| Brasil (Pop Internacional)                        | 3              |
| Bulgária (PROPHON)                                | 3              |
| Canadá (Canadian Hot 100)                         | 12             |
| Canadá (Billboard AC)                             | 6              |
| Canadá (Billboard CHR/Top 40)                     | 9              |
| Canadá (Billboard Hot AC)                         | 5              |
| Chile (Monitor Latino)                            | 10             |
| CEI (Tophit)                                      | 6              |
| Coréia do Sul (Circle)                            | 59             |
| Coréia do Sul (Circle Download)                   | 138            |
| Croácia (HRT)                                     | 1              |
| Dinamarca (Hitlisten)                             | 31             |
| Ecuador (National-Report)                         | 7              |
| El Salvador (Monitor Latino)                      | 12             |
| Eslováquia (Rádio Top 100)                        | 6              |
| Eslováquia (Singles Digitál Top 100)              | 52             |
| Estados Unidos (Billboard Hot 100)                | 25             |
| Estados Unidos (Billboard Adult Contemporary)     | 14             |
| Estados Unidos (Billboard Adult Top 40)           | 6              |
| Estados Unidos (Billboard Dance/Mix Show Airplay) | 13             |
| Estados Unidos (Billboard Mainstream Top 40)      | 8              |
| França (SNEP)                                     | 62             |
| Mundo (Billboard Global 200)                      | 23             |
| Grécia (IFPI)                                     | 17             |
| Hungria (Rádiós Top 40)                           | 30             |
| Islândia (Plötutíðindi)                           | 12             |
| Irlanda (IRMA)                                    | 4              |
| Israel (Media Forest)                             | 1              |
| Itália (FIMI)                                     | 32             |
| Japão (Billboard Japan)                           | 2              |
| Letônia (EHR)                                     | 1              |
| Letônia (LAIPA)                                   | 1              |
| Lituânia (AGATA)                                  | 20             |
| Líbano (Lebanese Top 20)                          | 2              |
| Luxemburgo (Billboard)                            | 22             |
| Noruega (VG-lista)                                | 28             |
| Nova Zelândia (Recorded Music NZ)                 | 8              |
| Países Baixos (Dutch Top 40)                      | 10             |
| Países Baixos (Single Top 100)                    | 11             |
| Panamá (Monitor Latino)                           | 6              |
| Paraguai (Monitor Latino)                         | 3              |
| Polônia (Polish Airplay Top 100)                  | 8              |
| Polônia (Polish Streaming Top 100)                | 66             |
| Portugal (AFP)                                    | 76             |
| República Checa (Rádio Top 100)                   | 44             |
| República Checa (Singles Digitál Top 100)         | 68             |
| Rússia (Tophit Airplay)                           | 5              |
| Reino Unido (UK Singles Chart)                    | 4              |
| San Marino (Radio San Marino RTV)                 | 16             |
| Suécia (Sverigetopplistan)                        | 33             |
| Suíça (Schweizer Hitparade)                       | 13             |
| Uruguai (Monitor Latino)                          | 14             |
| Venezuela (Record Report)                         | 36             |

| Tabela musical (2023)   | Melhor posição |
| ----------------------- | -------------- |
| CIS (Tophit)            | 13             |
| Paraguai (SPG)          | 90             |
| Rússia Airplay (Tophit) | 17             |

| Tabela musical (2023)                         | Posição |
| --------------------------------------------- | ------- |
| Alemanha (Official German Charts)             | 62      |
| Canadá (Canadian Hot 100)                     | 19      |
| Estados Unidos Billboard Hot 100              | 35      |
| Estados Unidos Adult Contemporary (Billboard) | 16      |
| Estados Unidos Adult Top 40 (Billboard)       | 11      |
| Estados Unidos Mainstream Top 40 (Billboard)  | 12      |
| Global 200 (Billboard)                        | 63      |

## Prêmios e indicações
| Prêmio                | Ano  | Categoria                     | Resultado | Ref.   |
| --------------------- | ---- | ----------------------------- | --------- | ------ |
| Grammy Awards         | 2024 | Canção do Ano                 | Indicado  | [ 1 ]  |
| Grammy Awards         | 2024 | Melhor Canção em Mídia Visual | Indicado  | [ 1 ]  |
| Prêmios Globo de Ouro | 2024 | Melhor Canção Original        | Pendente  | [ 81 ] |